# Europees kampioenschap badminton voor gemengde teams 2011
Het 21ste Europees kampioenschap badminton voor gemengde teams werd van 15 februari 2011 tot en met 20 februari 2011 gehouden in Amsterdam, Nederland.
Het toernooi wordt georganiseerd door Badminton Europe en de Nederlandse Badminton Bond. De loting van het toernooi vond plaats op 17 december 2010.
Titelverdediger Denemarken werd voor de negende keer op rij Europees kampioen. In de finale werd de Duitse ploeg met 3 - 1 verslagen.

## Groepsfase
| legenda | legenda                         |
| ------- | ------------------------------- |
|         | Groepswinnaars naar kwartfinale |
|         | Teams zijn uitgeschakeld        |

### Groep 1
|                        |            |       |        |                             |
| 15 februari 2011 14:00 | Denemarken | 5 - 0 | Israël | Locatie: Amsterdam (Baan 2) |
| 15 februari 2011 14:00 |            |       |        | Locatie: Amsterdam (Baan 2) |
| 15 februari 2011 14:00 |            |       |        | Locatie: Amsterdam (Baan 2) |
| 15 februari 2011 14:00 |            |       |        | Locatie: Amsterdam (Baan 2) |
| 15 februari 2011 14:00 |            |       |        | Locatie: Amsterdam (Baan 2) |
| 15 februari 2011 14:00 |            |       |        | Locatie: Amsterdam (Baan 2) |
| 15 februari 2011 14:00 |            |       |        | Locatie: Amsterdam (Baan 2) |
| 15 februari 2011 14:00 |            |       |        | Locatie: Amsterdam (Baan 2) |

|                        |        |       |          |                             |
| 15 februari 2011 14:00 | Italië | 1 - 4 | Tsjechië | Locatie: Amsterdam (Baan 4) |
| 15 februari 2011 14:00 |        |       |          | Locatie: Amsterdam (Baan 4) |
| 15 februari 2011 14:00 |        |       |          | Locatie: Amsterdam (Baan 4) |
| 15 februari 2011 14:00 |        |       |          | Locatie: Amsterdam (Baan 4) |
| 15 februari 2011 14:00 |        |       |          | Locatie: Amsterdam (Baan 4) |
| 15 februari 2011 14:00 |        |       |          | Locatie: Amsterdam (Baan 4) |
| 15 februari 2011 14:00 |        |       |          | Locatie: Amsterdam (Baan 4) |
| 15 februari 2011 14:00 |        |       |          | Locatie: Amsterdam (Baan 4) |

|                        |            |       |        |                             |
| 16 februari 2011 19:00 | Denemarken | 5 - 0 | Italië | Locatie: Amsterdam (Baan 2) |
| 16 februari 2011 19:00 |            |       |        | Locatie: Amsterdam (Baan 2) |
| 16 februari 2011 19:00 |            |       |        | Locatie: Amsterdam (Baan 2) |
| 16 februari 2011 19:00 |            |       |        | Locatie: Amsterdam (Baan 2) |
| 16 februari 2011 19:00 |            |       |        | Locatie: Amsterdam (Baan 2) |
| 16 februari 2011 19:00 |            |       |        | Locatie: Amsterdam (Baan 2) |
| 16 februari 2011 19:00 |            |       |        | Locatie: Amsterdam (Baan 2) |
| 16 februari 2011 19:00 |            |       |        | Locatie: Amsterdam (Baan 2) |

|                        |        |       |          |                             |
| 16 februari 2011 19:00 | Israël | 0 - 5 | Tsjechië | Locatie: Amsterdam (Baan 5) |
| 16 februari 2011 19:00 |        |       |          | Locatie: Amsterdam (Baan 5) |
| 16 februari 2011 19:00 |        |       |          | Locatie: Amsterdam (Baan 5) |
| 16 februari 2011 19:00 |        |       |          | Locatie: Amsterdam (Baan 5) |
| 16 februari 2011 19:00 |        |       |          | Locatie: Amsterdam (Baan 5) |
| 16 februari 2011 19:00 |        |       |          | Locatie: Amsterdam (Baan 5) |
| 16 februari 2011 19:00 |        |       |          | Locatie: Amsterdam (Baan 5) |
| 16 februari 2011 19:00 |        |       |          | Locatie: Amsterdam (Baan 5) |

|                        |            |       |          |                             |
| 17 februari 2011 14:00 | Denemarken | 4 - 1 | Tsjechië | Locatie: Amsterdam (Baan 1) |
| 17 februari 2011 14:00 |            |       |          | Locatie: Amsterdam (Baan 1) |
| 17 februari 2011 14:00 |            |       |          | Locatie: Amsterdam (Baan 1) |
| 17 februari 2011 14:00 |            |       |          | Locatie: Amsterdam (Baan 1) |
| 17 februari 2011 14:00 |            |       |          | Locatie: Amsterdam (Baan 1) |
| 17 februari 2011 14:00 |            |       |          | Locatie: Amsterdam (Baan 1) |
| 17 februari 2011 14:00 |            |       |          | Locatie: Amsterdam (Baan 1) |
| 17 februari 2011 14:00 |            |       |          | Locatie: Amsterdam (Baan 1) |

|                        |        |       |        |                             |
| 17 februari 2011 14:00 | Israël | 3 - 2 | Italië | Locatie: Amsterdam (Baan 6) |
| 17 februari 2011 14:00 |        |       |        | Locatie: Amsterdam (Baan 6) |
| 17 februari 2011 14:00 |        |       |        | Locatie: Amsterdam (Baan 6) |
| 17 februari 2011 14:00 |        |       |        | Locatie: Amsterdam (Baan 6) |
| 17 februari 2011 14:00 |        |       |        | Locatie: Amsterdam (Baan 6) |
| 17 februari 2011 14:00 |        |       |        | Locatie: Amsterdam (Baan 6) |
| 17 februari 2011 14:00 |        |       |        | Locatie: Amsterdam (Baan 6) |
| 17 februari 2011 14:00 |        |       |        | Locatie: Amsterdam (Baan 6) |

| Team       | Punten | Gespeeld | Gew | Ver | +  | -  | S   |
| ---------- | ------ | -------- | --- | --- | -- | -- | --- |
| Denemarken | 3      | 3        | 3   | 0   | 14 | 1  | +13 |
| Tsjechië   | 2      | 3        | 2   | 1   | 8  | 7  | +1  |
| Israël     | 0      | 3        | 0   | 3   | 3  | 12 | −9  |
| Italië     | 0      | 3        | 0   | 3   | 3  | 12 | -9  |

### Groep 2
|                        |         |       |        |                             |
| 15 februari 2011 19:00 | Estland | 4 - 1 | België | Locatie: Amsterdam (Baan 4) |
| 15 februari 2011 19:00 |         |       |        | Locatie: Amsterdam (Baan 4) |
| 15 februari 2011 19:00 |         |       |        | Locatie: Amsterdam (Baan 4) |
| 15 februari 2011 19:00 |         |       |        | Locatie: Amsterdam (Baan 4) |
| 15 februari 2011 19:00 |         |       |        | Locatie: Amsterdam (Baan 4) |
| 15 februari 2011 19:00 |         |       |        | Locatie: Amsterdam (Baan 4) |
| 15 februari 2011 19:00 |         |       |        | Locatie: Amsterdam (Baan 4) |
| 15 februari 2011 19:00 |         |       |        | Locatie: Amsterdam (Baan 4) |

|                        |           |       |         |                             |
| 15 februari 2011 19:00 | Duitsland | 5 - 0 | Letland | Locatie: Amsterdam (Baan 5) |
| 15 februari 2011 19:00 |           |       |         | Locatie: Amsterdam (Baan 5) |
| 15 februari 2011 19:00 |           |       |         | Locatie: Amsterdam (Baan 5) |
| 15 februari 2011 19:00 |           |       |         | Locatie: Amsterdam (Baan 5) |
| 15 februari 2011 19:00 |           |       |         | Locatie: Amsterdam (Baan 5) |
| 15 februari 2011 19:00 |           |       |         | Locatie: Amsterdam (Baan 5) |
| 15 februari 2011 19:00 |           |       |         | Locatie: Amsterdam (Baan 5) |
| 15 februari 2011 19:00 |           |       |         | Locatie: Amsterdam (Baan 5) |

|                        |           |       |         |                             |
| 16 februari 2011 14:00 | Duitsland | 5 - 0 | Estland | Locatie: Amsterdam (Baan 1) |
| 16 februari 2011 14:00 |           |       |         | Locatie: Amsterdam (Baan 1) |
| 16 februari 2011 14:00 |           |       |         | Locatie: Amsterdam (Baan 1) |
| 16 februari 2011 14:00 |           |       |         | Locatie: Amsterdam (Baan 1) |
| 16 februari 2011 14:00 |           |       |         | Locatie: Amsterdam (Baan 1) |
| 16 februari 2011 14:00 |           |       |         | Locatie: Amsterdam (Baan 1) |
| 16 februari 2011 14:00 |           |       |         | Locatie: Amsterdam (Baan 1) |
| 16 februari 2011 14:00 |           |       |         | Locatie: Amsterdam (Baan 1) |

|                        |        |       |         |                             |
| 16 februari 2011 14:00 | België | 5 - 0 | Letland | Locatie: Amsterdam (Baan 2) |
| 16 februari 2011 14:00 |        |       |         | Locatie: Amsterdam (Baan 2) |
| 16 februari 2011 14:00 |        |       |         | Locatie: Amsterdam (Baan 2) |
| 16 februari 2011 14:00 |        |       |         | Locatie: Amsterdam (Baan 2) |
| 16 februari 2011 14:00 |        |       |         | Locatie: Amsterdam (Baan 2) |
| 16 februari 2011 14:00 |        |       |         | Locatie: Amsterdam (Baan 2) |
| 16 februari 2011 14:00 |        |       |         | Locatie: Amsterdam (Baan 2) |
| 16 februari 2011 14:00 |        |       |         | Locatie: Amsterdam (Baan 2) |

|                        |           |       |        |                             |
| 17 februari 2011 10:00 | Duitsland | 5 - 0 | België | Locatie: Amsterdam (Baan 3) |
| 17 februari 2011 10:00 |           |       |        | Locatie: Amsterdam (Baan 3) |
| 17 februari 2011 10:00 |           |       |        | Locatie: Amsterdam (Baan 3) |
| 17 februari 2011 10:00 |           |       |        | Locatie: Amsterdam (Baan 3) |
| 17 februari 2011 10:00 |           |       |        | Locatie: Amsterdam (Baan 3) |
| 17 februari 2011 10:00 |           |       |        | Locatie: Amsterdam (Baan 3) |
| 17 februari 2011 10:00 |           |       |        | Locatie: Amsterdam (Baan 3) |
| 17 februari 2011 10:00 |           |       |        | Locatie: Amsterdam (Baan 3) |

|                        |         |       |         |                             |
| 17 februari 2011 10:00 | Letland | 0 - 5 | Estland | Locatie: Amsterdam (Baan 6) |
| 17 februari 2011 10:00 |         |       |         | Locatie: Amsterdam (Baan 6) |
| 17 februari 2011 10:00 |         |       |         | Locatie: Amsterdam (Baan 6) |
| 17 februari 2011 10:00 |         |       |         | Locatie: Amsterdam (Baan 6) |
| 17 februari 2011 10:00 |         |       |         | Locatie: Amsterdam (Baan 6) |
| 17 februari 2011 10:00 |         |       |         | Locatie: Amsterdam (Baan 6) |
| 17 februari 2011 10:00 |         |       |         | Locatie: Amsterdam (Baan 6) |
| 17 februari 2011 10:00 |         |       |         | Locatie: Amsterdam (Baan 6) |

| Team      | Punten | Gespeeld | Gew | Ver | +  | -  | S   |
| --------- | ------ | -------- | --- | --- | -- | -- | --- |
| Duitsland | 3      | 3        | 2   | 0   | 15 | 0  | +15 |
| Estland   | 2      | 3        | 2   | 1   | 9  | 6  | +3  |
| België    | 1      | 3        | 1   | 2   | 6  | 9  | -3  |
| Letland   | 0      | 3        | 0   | 3   | 0  | 15 | −15 |

### Groep 3
|                        |          |       |          |                             |
| 15 februari 2011 14:00 | Engeland | 4 - 1 | Slovenië | Locatie: Amsterdam (Baan 3) |
| 15 februari 2011 14:00 |          |       |          | Locatie: Amsterdam (Baan 3) |
| 15 februari 2011 14:00 |          |       |          | Locatie: Amsterdam (Baan 3) |
| 15 februari 2011 14:00 |          |       |          | Locatie: Amsterdam (Baan 3) |
| 15 februari 2011 14:00 |          |       |          | Locatie: Amsterdam (Baan 3) |
| 15 februari 2011 14:00 |          |       |          | Locatie: Amsterdam (Baan 3) |
| 15 februari 2011 14:00 |          |       |          | Locatie: Amsterdam (Baan 3) |
| 15 februari 2011 14:00 |          |       |          | Locatie: Amsterdam (Baan 3) |

|                        |            |       |         |                             |
| 15 februari 2011 14:00 | Oostenrijk | 2 - 3 | Ierland | Locatie: Amsterdam (Baan 4) |
| 15 februari 2011 14:00 |            |       |         | Locatie: Amsterdam (Baan 4) |
| 15 februari 2011 14:00 |            |       |         | Locatie: Amsterdam (Baan 4) |
| 15 februari 2011 14:00 |            |       |         | Locatie: Amsterdam (Baan 4) |
| 15 februari 2011 14:00 |            |       |         | Locatie: Amsterdam (Baan 4) |
| 15 februari 2011 14:00 |            |       |         | Locatie: Amsterdam (Baan 4) |
| 15 februari 2011 14:00 |            |       |         | Locatie: Amsterdam (Baan 4) |
| 15 februari 2011 14:00 |            |       |         | Locatie: Amsterdam (Baan 4) |

|                        |          |       |            |                             |
| 16 februari 2011 19:00 | Engeland | 5 - 0 | Oostenrijk | Locatie: Amsterdam (Baan 3) |
| 16 februari 2011 19:00 |          |       |            | Locatie: Amsterdam (Baan 3) |
| 16 februari 2011 19:00 |          |       |            | Locatie: Amsterdam (Baan 3) |
| 16 februari 2011 19:00 |          |       |            | Locatie: Amsterdam (Baan 3) |
| 16 februari 2011 19:00 |          |       |            | Locatie: Amsterdam (Baan 3) |
| 16 februari 2011 19:00 |          |       |            | Locatie: Amsterdam (Baan 3) |
| 16 februari 2011 19:00 |          |       |            | Locatie: Amsterdam (Baan 3) |
| 16 februari 2011 19:00 |          |       |            | Locatie: Amsterdam (Baan 3) |

|                        |          |       |         |                             |
| 16 februari 2011 19:00 | Slovenië | 4 - 1 | Ierland | Locatie: Amsterdam (Baan 6) |
| 16 februari 2011 19:00 |          |       |         | Locatie: Amsterdam (Baan 6) |
| 16 februari 2011 19:00 |          |       |         | Locatie: Amsterdam (Baan 6) |
| 16 februari 2011 19:00 |          |       |         | Locatie: Amsterdam (Baan 6) |
| 16 februari 2011 19:00 |          |       |         | Locatie: Amsterdam (Baan 6) |
| 16 februari 2011 19:00 |          |       |         | Locatie: Amsterdam (Baan 6) |
| 16 februari 2011 19:00 |          |       |         | Locatie: Amsterdam (Baan 6) |
| 16 februari 2011 19:00 |          |       |         | Locatie: Amsterdam (Baan 6) |

|                        |          |       |            |                             |
| 17 februari 2011 10:00 | Slovenië | 0 - 5 | Oostenrijk | Locatie: Amsterdam (Baan 1) |
| 17 februari 2011 10:00 |          |       |            | Locatie: Amsterdam (Baan 1) |
| 17 februari 2011 10:00 |          |       |            | Locatie: Amsterdam (Baan 1) |
| 17 februari 2011 10:00 |          |       |            | Locatie: Amsterdam (Baan 1) |
| 17 februari 2011 10:00 |          |       |            | Locatie: Amsterdam (Baan 1) |
| 17 februari 2011 10:00 |          |       |            | Locatie: Amsterdam (Baan 1) |
| 17 februari 2011 10:00 |          |       |            | Locatie: Amsterdam (Baan 1) |
| 17 februari 2011 10:00 |          |       |            | Locatie: Amsterdam (Baan 1) |

|                        |          |       |         |                             |
| 17 februari 2011 10:00 | Engeland | 4 - 1 | Ierland | Locatie: Amsterdam (Baan 4) |
| 17 februari 2011 10:00 |          |       |         | Locatie: Amsterdam (Baan 4) |
| 17 februari 2011 10:00 |          |       |         | Locatie: Amsterdam (Baan 4) |
| 17 februari 2011 10:00 |          |       |         | Locatie: Amsterdam (Baan 4) |
| 17 februari 2011 10:00 |          |       |         | Locatie: Amsterdam (Baan 4) |
| 17 februari 2011 10:00 |          |       |         | Locatie: Amsterdam (Baan 4) |
| 17 februari 2011 10:00 |          |       |         | Locatie: Amsterdam (Baan 4) |
| 17 februari 2011 10:00 |          |       |         | Locatie: Amsterdam (Baan 4) |

| Team       | Punten | Gespeeld | Gew | Ver | +  | -  | S   |
| ---------- | ------ | -------- | --- | --- | -- | -- | --- |
| Engeland   | 3      | 3        | 3   | 0   | 13 | 2  | +11 |
| Ierland    | 2      | 3        | 2   | 1   | 8  | 7  | +1  |
| Oostenrijk | 1      | 3        | 1   | 2   | 7  | 8  | −1  |
| Slovenië   | 0      | 3        | 0   | 3   | 2  | 13 | −11 |

### Groep 4
|                        |         |       |       |                             |
| 15 februari 2011 14:00 | Rusland | 5 - 0 | Wales | Locatie: Amsterdam (Baan 1) |
| 15 februari 2011 14:00 |         |       |       | Locatie: Amsterdam (Baan 1) |
| 15 februari 2011 14:00 |         |       |       | Locatie: Amsterdam (Baan 1) |
| 15 februari 2011 14:00 |         |       |       | Locatie: Amsterdam (Baan 1) |
| 15 februari 2011 14:00 |         |       |       | Locatie: Amsterdam (Baan 1) |
| 15 februari 2011 14:00 |         |       |       | Locatie: Amsterdam (Baan 1) |
| 15 februari 2011 14:00 |         |       |       | Locatie: Amsterdam (Baan 1) |
| 15 februari 2011 14:00 |         |       |       | Locatie: Amsterdam (Baan 1) |

|                        |        |       |        |                             |
| 15 februari 2011 14:00 | Cyprus | 0 - 5 | Zweden | Locatie: Amsterdam (Baan 5) |
| 15 februari 2011 14:00 |        |       |        | Locatie: Amsterdam (Baan 5) |
| 15 februari 2011 14:00 |        |       |        | Locatie: Amsterdam (Baan 5) |
| 15 februari 2011 14:00 |        |       |        | Locatie: Amsterdam (Baan 5) |
| 15 februari 2011 14:00 |        |       |        | Locatie: Amsterdam (Baan 5) |
| 15 februari 2011 14:00 |        |       |        | Locatie: Amsterdam (Baan 5) |
| 15 februari 2011 14:00 |        |       |        | Locatie: Amsterdam (Baan 5) |
| 15 februari 2011 14:00 |        |       |        | Locatie: Amsterdam (Baan 5) |

|                        |         |       |        |                             |
| 16 februari 2011 10:00 | Rusland | 5 - 0 | Cyprus | Locatie: Amsterdam (Baan 2) |
| 16 februari 2011 10:00 |         |       |        | Locatie: Amsterdam (Baan 2) |
| 16 februari 2011 10:00 |         |       |        | Locatie: Amsterdam (Baan 2) |
| 16 februari 2011 10:00 |         |       |        | Locatie: Amsterdam (Baan 2) |
| 16 februari 2011 10:00 |         |       |        | Locatie: Amsterdam (Baan 2) |
| 16 februari 2011 10:00 |         |       |        | Locatie: Amsterdam (Baan 2) |
| 16 februari 2011 10:00 |         |       |        | Locatie: Amsterdam (Baan 2) |
| 16 februari 2011 10:00 |         |       |        | Locatie: Amsterdam (Baan 2) |

|                        |       |       |        |                             |
| 16 februari 2011 10:00 | Wales | 1 - 4 | Zweden | Locatie: Amsterdam (Baan 5) |
| 16 februari 2011 10:00 |       |       |        | Locatie: Amsterdam (Baan 5) |
| 16 februari 2011 10:00 |       |       |        | Locatie: Amsterdam (Baan 5) |
| 16 februari 2011 10:00 |       |       |        | Locatie: Amsterdam (Baan 5) |
| 16 februari 2011 10:00 |       |       |        | Locatie: Amsterdam (Baan 5) |
| 16 februari 2011 10:00 |       |       |        | Locatie: Amsterdam (Baan 5) |
| 16 februari 2011 10:00 |       |       |        | Locatie: Amsterdam (Baan 5) |
| 16 februari 2011 10:00 |       |       |        | Locatie: Amsterdam (Baan 5) |

|                        |       |       |        |                             |
| 17 februari 2011 14:00 | Wales | 4 - 1 | Cyprus | Locatie: Amsterdam (Baan 2) |
| 17 februari 2011 14:00 |       |       |        | Locatie: Amsterdam (Baan 2) |
| 17 februari 2011 14:00 |       |       |        | Locatie: Amsterdam (Baan 2) |
| 17 februari 2011 14:00 |       |       |        | Locatie: Amsterdam (Baan 2) |
| 17 februari 2011 14:00 |       |       |        | Locatie: Amsterdam (Baan 2) |
| 17 februari 2011 14:00 |       |       |        | Locatie: Amsterdam (Baan 2) |
| 17 februari 2011 14:00 |       |       |        | Locatie: Amsterdam (Baan 2) |
| 17 februari 2011 14:00 |       |       |        | Locatie: Amsterdam (Baan 2) |

|                        |         |       |        |                             |
| 17 februari 2011 14:00 | Rusland | 4 - 1 | Zweden | Locatie: Amsterdam (Baan 4) |
| 17 februari 2011 14:00 |         |       |        | Locatie: Amsterdam (Baan 4) |
| 17 februari 2011 14:00 |         |       |        | Locatie: Amsterdam (Baan 4) |
| 17 februari 2011 14:00 |         |       |        | Locatie: Amsterdam (Baan 4) |
| 17 februari 2011 14:00 |         |       |        | Locatie: Amsterdam (Baan 4) |
| 17 februari 2011 14:00 |         |       |        | Locatie: Amsterdam (Baan 4) |
| 17 februari 2011 14:00 |         |       |        | Locatie: Amsterdam (Baan 4) |
| 17 februari 2011 14:00 |         |       |        | Locatie: Amsterdam (Baan 4) |

| Team    | Punten | Gespeeld | Gew | Ver | +  | -  | S   |
| ------- | ------ | -------- | --- | --- | -- | -- | --- |
| Rusland | 3      | 3        | 3   | 0   | 14 | 1  | +13 |
| Zweden  | 2      | 3        | 2   | 1   | 10 | 5  | +5  |
| Wales   | 1      | 3        | 2   | 1   | 9  | 11 | −2  |
| Cyprus  | 0      | 3        | 0   | 3   | 2  | 18 | −16 |

### Groep 5
|                        |          |       |             |                             |
| 15 februari 2011 19:00 | Litouwen | 1 - 4 | Zwitserland | Locatie: Amsterdam (Baan 2) |
| 15 februari 2011 19:00 |          |       |             | Locatie: Amsterdam (Baan 2) |
| 15 februari 2011 19:00 |          |       |             | Locatie: Amsterdam (Baan 2) |
| 15 februari 2011 19:00 |          |       |             | Locatie: Amsterdam (Baan 2) |
| 15 februari 2011 19:00 |          |       |             | Locatie: Amsterdam (Baan 2) |
| 15 februari 2011 19:00 |          |       |             | Locatie: Amsterdam (Baan 2) |
| 15 februari 2011 19:00 |          |       |             | Locatie: Amsterdam (Baan 2) |
| 15 februari 2011 19:00 |          |       |             | Locatie: Amsterdam (Baan 2) |

|                        |           |       |         |                             |
| 15 februari 2011 19:00 | Nederland | 4 - 1 | IJsland | Locatie: Amsterdam (Baan 3) |
| 15 februari 2011 19:00 |           |       |         | Locatie: Amsterdam (Baan 3) |
| 15 februari 2011 19:00 |           |       |         | Locatie: Amsterdam (Baan 3) |
| 15 februari 2011 19:00 |           |       |         | Locatie: Amsterdam (Baan 3) |
| 15 februari 2011 19:00 |           |       |         | Locatie: Amsterdam (Baan 3) |
| 15 februari 2011 19:00 |           |       |         | Locatie: Amsterdam (Baan 3) |
| 15 februari 2011 19:00 |           |       |         | Locatie: Amsterdam (Baan 3) |
| 15 februari 2011 19:00 |           |       |         | Locatie: Amsterdam (Baan 3) |

|                        |         |       |             |                             |
| 16 februari 2011 19:00 | IJsland | 0 - 5 | Zwitserland | Locatie: Amsterdam (Baan 1) |
| 16 februari 2011 19:00 |         |       |             | Locatie: Amsterdam (Baan 1) |
| 16 februari 2011 19:00 |         |       |             | Locatie: Amsterdam (Baan 1) |
| 16 februari 2011 19:00 |         |       |             | Locatie: Amsterdam (Baan 1) |
| 16 februari 2011 19:00 |         |       |             | Locatie: Amsterdam (Baan 1) |
| 16 februari 2011 19:00 |         |       |             | Locatie: Amsterdam (Baan 1) |
| 16 februari 2011 19:00 |         |       |             | Locatie: Amsterdam (Baan 1) |
| 16 februari 2011 19:00 |         |       |             | Locatie: Amsterdam (Baan 1) |

|                        |           |       |          |                             |
| 16 februari 2011 19:00 | Nederland | 3 - 2 | Litouwen | Locatie: Amsterdam (Baan 3) |
| 16 februari 2011 19:00 |           |       |          | Locatie: Amsterdam (Baan 3) |
| 16 februari 2011 19:00 |           |       |          | Locatie: Amsterdam (Baan 3) |
| 16 februari 2011 19:00 |           |       |          | Locatie: Amsterdam (Baan 3) |
| 16 februari 2011 19:00 |           |       |          | Locatie: Amsterdam (Baan 3) |
| 16 februari 2011 19:00 |           |       |          | Locatie: Amsterdam (Baan 3) |
| 16 februari 2011 19:00 |           |       |          | Locatie: Amsterdam (Baan 3) |
| 16 februari 2011 19:00 |           |       |          | Locatie: Amsterdam (Baan 3) |

|                        |         |       |          |                             |
| 17 februari 2011 19:00 | IJsland | 4 - 1 | Litouwen | Locatie: Amsterdam (Baan 2) |
| 17 februari 2011 19:00 |         |       |          | Locatie: Amsterdam (Baan 2) |
| 17 februari 2011 19:00 |         |       |          | Locatie: Amsterdam (Baan 2) |
| 17 februari 2011 19:00 |         |       |          | Locatie: Amsterdam (Baan 2) |
| 17 februari 2011 19:00 |         |       |          | Locatie: Amsterdam (Baan 2) |
| 17 februari 2011 19:00 |         |       |          | Locatie: Amsterdam (Baan 2) |
| 17 februari 2011 19:00 |         |       |          | Locatie: Amsterdam (Baan 2) |
| 17 februari 2011 19:00 |         |       |          | Locatie: Amsterdam (Baan 2) |

|                        |           |       |             |                             |
| 17 februari 2011 19:00 | Nederland | 3 - 2 | Zwitserland | Locatie: Amsterdam (Baan 3) |
| 17 februari 2011 19:00 |           |       |             | Locatie: Amsterdam (Baan 3) |
| 17 februari 2011 19:00 |           |       |             | Locatie: Amsterdam (Baan 3) |
| 17 februari 2011 19:00 |           |       |             | Locatie: Amsterdam (Baan 3) |
| 17 februari 2011 19:00 |           |       |             | Locatie: Amsterdam (Baan 3) |
| 17 februari 2011 19:00 |           |       |             | Locatie: Amsterdam (Baan 3) |
| 17 februari 2011 19:00 |           |       |             | Locatie: Amsterdam (Baan 3) |
| 17 februari 2011 19:00 |           |       |             | Locatie: Amsterdam (Baan 3) |

| Team        | Punten | Gespeeld | Gew | Ver | +  | -  | S  |
| ----------- | ------ | -------- | --- | --- | -- | -- | -- |
| Nederland   | 3      | 3        | 3   | 0   | 10 | 5  | +5 |
| Zwitserland | 2      | 3        | 2   | 1   | 11 | 4  | +7 |
| IJsland     | 1      | 3        | 1   | 2   | 5  | 10 | −5 |
| Litouwen    | 0      | 3        | 0   | 3   | 4  | 11 | −7 |

### Groep 6
|                        |           |       |           |                             |
| 16 februari 2011 10:00 | Frankrijk | 5 - 0 | Slowakije | Locatie: Amsterdam (Baan 1) |
| 16 februari 2011 10:00 |           |       |           | Locatie: Amsterdam (Baan 1) |
| 16 februari 2011 10:00 |           |       |           | Locatie: Amsterdam (Baan 1) |
| 16 februari 2011 10:00 |           |       |           | Locatie: Amsterdam (Baan 1) |
| 16 februari 2011 10:00 |           |       |           | Locatie: Amsterdam (Baan 1) |
| 16 februari 2011 10:00 |           |       |           | Locatie: Amsterdam (Baan 1) |
| 16 februari 2011 10:00 |           |       |           | Locatie: Amsterdam (Baan 1) |
| 16 februari 2011 10:00 |           |       |           | Locatie: Amsterdam (Baan 1) |

|                        |        |       |           |                             |
| 16 februari 2011 10:00 | Spanje | 1 - 4 | Schotland | Locatie: Amsterdam (Baan 4) |
| 16 februari 2011 10:00 |        |       |           | Locatie: Amsterdam (Baan 4) |
| 16 februari 2011 10:00 |        |       |           | Locatie: Amsterdam (Baan 4) |
| 16 februari 2011 10:00 |        |       |           | Locatie: Amsterdam (Baan 4) |
| 16 februari 2011 10:00 |        |       |           | Locatie: Amsterdam (Baan 4) |
| 16 februari 2011 10:00 |        |       |           | Locatie: Amsterdam (Baan 4) |
| 16 februari 2011 10:00 |        |       |           | Locatie: Amsterdam (Baan 4) |
| 16 februari 2011 10:00 |        |       |           | Locatie: Amsterdam (Baan 4) |

|                        |           |       |        |                             |
| 16 februari 2011 19:00 | Frankrijk | 4 - 1 | Spanje | Locatie: Amsterdam (Baan 4) |
| 16 februari 2011 19:00 |           |       |        | Locatie: Amsterdam (Baan 4) |
| 16 februari 2011 19:00 |           |       |        | Locatie: Amsterdam (Baan 4) |
| 16 februari 2011 19:00 |           |       |        | Locatie: Amsterdam (Baan 4) |
| 16 februari 2011 19:00 |           |       |        | Locatie: Amsterdam (Baan 4) |
| 16 februari 2011 19:00 |           |       |        | Locatie: Amsterdam (Baan 4) |
| 16 februari 2011 19:00 |           |       |        | Locatie: Amsterdam (Baan 4) |
| 16 februari 2011 19:00 |           |       |        | Locatie: Amsterdam (Baan 4) |

|                        |           |       |           |                             |
| 16 februari 2011 19:00 | Slowakije | 0 - 5 | Schotland | Locatie: Amsterdam (Baan 6) |
| 16 februari 2011 19:00 |           |       |           | Locatie: Amsterdam (Baan 6) |
| 16 februari 2011 19:00 |           |       |           | Locatie: Amsterdam (Baan 6) |
| 16 februari 2011 19:00 |           |       |           | Locatie: Amsterdam (Baan 6) |
| 16 februari 2011 19:00 |           |       |           | Locatie: Amsterdam (Baan 6) |
| 16 februari 2011 19:00 |           |       |           | Locatie: Amsterdam (Baan 6) |
| 16 februari 2011 19:00 |           |       |           | Locatie: Amsterdam (Baan 6) |
| 16 februari 2011 19:00 |           |       |           | Locatie: Amsterdam (Baan 6) |

|                        |           |       |           |                             |
| 17 februari 2011 14:00 | Frankrijk | 3 - 2 | Schotland | Locatie: Amsterdam (Baan 3) |
| 17 februari 2011 14:00 |           |       |           | Locatie: Amsterdam (Baan 3) |
| 17 februari 2011 14:00 |           |       |           | Locatie: Amsterdam (Baan 3) |
| 17 februari 2011 14:00 |           |       |           | Locatie: Amsterdam (Baan 3) |
| 17 februari 2011 14:00 |           |       |           | Locatie: Amsterdam (Baan 3) |
| 17 februari 2011 14:00 |           |       |           | Locatie: Amsterdam (Baan 3) |
| 17 februari 2011 14:00 |           |       |           | Locatie: Amsterdam (Baan 3) |
| 17 februari 2011 14:00 |           |       |           | Locatie: Amsterdam (Baan 3) |

|                        |           |       |        |                             |
| 17 februari 2011 14:00 | Slowakije | 0 - 5 | Spanje | Locatie: Amsterdam (Baan 5) |
| 17 februari 2011 14:00 |           |       |        | Locatie: Amsterdam (Baan 5) |
| 17 februari 2011 14:00 |           |       |        | Locatie: Amsterdam (Baan 5) |
| 17 februari 2011 14:00 |           |       |        | Locatie: Amsterdam (Baan 5) |
| 17 februari 2011 14:00 |           |       |        | Locatie: Amsterdam (Baan 5) |
| 17 februari 2011 14:00 |           |       |        | Locatie: Amsterdam (Baan 5) |
| 17 februari 2011 14:00 |           |       |        | Locatie: Amsterdam (Baan 5) |
| 17 februari 2011 14:00 |           |       |        | Locatie: Amsterdam (Baan 5) |

| Team      | Punten | Gespeeld | Gew | Ver | +  | -  | S   |
| --------- | ------ | -------- | --- | --- | -- | -- | --- |
| Frankrijk | 3      | 3        | 3   | 0   | 12 | 3  | +9  |
| Schotland | 2      | 3        | 2   | 1   | 11 | 4  | +7  |
| Spanje    | 1      | 3        | 1   | 2   | 7  | 8  | −1  |
| Slowakije | 0      | 3        | 0   | 3   | 0  | 15 | −15 |

### Groep 7
|                        |         |       |           |                             |
| 15 februari 2011 19:00 | Finland | 1 - 4 | Bulgarije | Locatie: Amsterdam (Baan 1) |
| 15 februari 2011 19:00 |         |       |           | Locatie: Amsterdam (Baan 1) |
| 15 februari 2011 19:00 |         |       |           | Locatie: Amsterdam (Baan 1) |
| 15 februari 2011 19:00 |         |       |           | Locatie: Amsterdam (Baan 1) |
| 15 februari 2011 19:00 |         |       |           | Locatie: Amsterdam (Baan 1) |
| 15 februari 2011 19:00 |         |       |           | Locatie: Amsterdam (Baan 1) |
| 15 februari 2011 19:00 |         |       |           | Locatie: Amsterdam (Baan 1) |
| 15 februari 2011 19:00 |         |       |           | Locatie: Amsterdam (Baan 1) |

|                        |          |       |           |                             |
| 15 februari 2011 19:00 | Oekraïne | 5 - 0 | Hongarije | Locatie: Amsterdam (Baan 6) |
| 15 februari 2011 19:00 |          |       |           | Locatie: Amsterdam (Baan 6) |
| 15 februari 2011 19:00 |          |       |           | Locatie: Amsterdam (Baan 6) |
| 15 februari 2011 19:00 |          |       |           | Locatie: Amsterdam (Baan 6) |
| 15 februari 2011 19:00 |          |       |           | Locatie: Amsterdam (Baan 6) |
| 15 februari 2011 19:00 |          |       |           | Locatie: Amsterdam (Baan 6) |
| 15 februari 2011 19:00 |          |       |           | Locatie: Amsterdam (Baan 6) |
| 15 februari 2011 19:00 |          |       |           | Locatie: Amsterdam (Baan 6) |

|                        |          |       |         |                             |
| 16 februari 2011 14:00 | Oekraïne | 4 - 1 | Finland | Locatie: Amsterdam (Baan 4) |
| 16 februari 2011 14:00 |          |       |         | Locatie: Amsterdam (Baan 4) |
| 16 februari 2011 14:00 |          |       |         | Locatie: Amsterdam (Baan 4) |
| 16 februari 2011 14:00 |          |       |         | Locatie: Amsterdam (Baan 4) |
| 16 februari 2011 14:00 |          |       |         | Locatie: Amsterdam (Baan 4) |
| 16 februari 2011 14:00 |          |       |         | Locatie: Amsterdam (Baan 4) |
| 16 februari 2011 14:00 |          |       |         | Locatie: Amsterdam (Baan 4) |
| 16 februari 2011 14:00 |          |       |         | Locatie: Amsterdam (Baan 4) |

|                        |           |       |           |                             |
| 16 februari 2011 14:00 | Hongarije | 1 - 4 | Bulgarije | Locatie: Amsterdam (Baan 5) |
| 16 februari 2011 14:00 |           |       |           | Locatie: Amsterdam (Baan 5) |
| 16 februari 2011 14:00 |           |       |           | Locatie: Amsterdam (Baan 5) |
| 16 februari 2011 14:00 |           |       |           | Locatie: Amsterdam (Baan 5) |
| 16 februari 2011 14:00 |           |       |           | Locatie: Amsterdam (Baan 5) |
| 16 februari 2011 14:00 |           |       |           | Locatie: Amsterdam (Baan 5) |
| 16 februari 2011 14:00 |           |       |           | Locatie: Amsterdam (Baan 5) |
| 16 februari 2011 14:00 |           |       |           | Locatie: Amsterdam (Baan 5) |

|                        |           |       |         |                             |
| 17 februari 2011 10:00 | Hongarije | 0 - 5 | Finland | Locatie: Amsterdam (Baan 1) |
| 17 februari 2011 10:00 |           |       |         | Locatie: Amsterdam (Baan 1) |
| 17 februari 2011 10:00 |           |       |         | Locatie: Amsterdam (Baan 1) |
| 17 februari 2011 10:00 |           |       |         | Locatie: Amsterdam (Baan 1) |
| 17 februari 2011 10:00 |           |       |         | Locatie: Amsterdam (Baan 1) |
| 17 februari 2011 10:00 |           |       |         | Locatie: Amsterdam (Baan 1) |
| 17 februari 2011 10:00 |           |       |         | Locatie: Amsterdam (Baan 1) |
| 17 februari 2011 10:00 |           |       |         | Locatie: Amsterdam (Baan 1) |

|                        |          |       |           |                             |
| 17 februari 2011 10:00 | Oekraïne | 2 - 3 | Hongarije | Locatie: Amsterdam (Baan 4) |
| 17 februari 2011 10:00 |          |       |           | Locatie: Amsterdam (Baan 4) |
| 17 februari 2011 10:00 |          |       |           | Locatie: Amsterdam (Baan 4) |
| 17 februari 2011 10:00 |          |       |           | Locatie: Amsterdam (Baan 4) |
| 17 februari 2011 10:00 |          |       |           | Locatie: Amsterdam (Baan 4) |
| 17 februari 2011 10:00 |          |       |           | Locatie: Amsterdam (Baan 4) |
| 17 februari 2011 10:00 |          |       |           | Locatie: Amsterdam (Baan 4) |
| 17 februari 2011 10:00 |          |       |           | Locatie: Amsterdam (Baan 4) |

| Team      | Punten | Gespeeld | Gew | Ver | +  | -  | S   |
| --------- | ------ | -------- | --- | --- | -- | -- | --- |
| Bulgarije | 3      | 3        | 3   | 0   | 11 | 4  | +7  |
| Oekraïne  | 2      | 3        | 2   | 1   | 11 | 4  | +7  |
| Finland   | 1      | 3        | 1   | 2   | 7  | 8  | −1  |
| Hongarije | 0      | 3        | 0   | 3   | 1  | 14 | −13 |

### Groep 8
|                        |       |       |          |                             |
| 16 februari 2011 14:00 | Polen | 4 - 1 | Portugal | Locatie: Amsterdam (Baan 3) |
| 16 februari 2011 14:00 |       |       |          | Locatie: Amsterdam (Baan 3) |
| 16 februari 2011 14:00 |       |       |          | Locatie: Amsterdam (Baan 3) |
| 16 februari 2011 14:00 |       |       |          | Locatie: Amsterdam (Baan 3) |
| 16 februari 2011 14:00 |       |       |          | Locatie: Amsterdam (Baan 3) |
| 16 februari 2011 14:00 |       |       |          | Locatie: Amsterdam (Baan 3) |
| 16 februari 2011 14:00 |       |       |          | Locatie: Amsterdam (Baan 3) |
| 16 februari 2011 14:00 |       |       |          | Locatie: Amsterdam (Baan 3) |

|                        |             |       |         |                             |
| 16 februari 2011 14:00 | Wit-Rusland | 1 - 4 | Kroatië | Locatie: Amsterdam (Baan 6) |
| 16 februari 2011 14:00 |             |       |         | Locatie: Amsterdam (Baan 6) |
| 16 februari 2011 14:00 |             |       |         | Locatie: Amsterdam (Baan 6) |
| 16 februari 2011 14:00 |             |       |         | Locatie: Amsterdam (Baan 6) |
| 16 februari 2011 14:00 |             |       |         | Locatie: Amsterdam (Baan 6) |
| 16 februari 2011 14:00 |             |       |         | Locatie: Amsterdam (Baan 6) |
| 16 februari 2011 14:00 |             |       |         | Locatie: Amsterdam (Baan 6) |
| 16 februari 2011 14:00 |             |       |         | Locatie: Amsterdam (Baan 6) |

|                        |       |       |             |                             |
| 17 februari 2011 10:00 | Polen | 4 - 1 | Wit-Rusland | Locatie: Amsterdam (Baan 2) |
| 17 februari 2011 10:00 |       |       |             | Locatie: Amsterdam (Baan 2) |
| 17 februari 2011 10:00 |       |       |             | Locatie: Amsterdam (Baan 2) |
| 17 februari 2011 10:00 |       |       |             | Locatie: Amsterdam (Baan 2) |
| 17 februari 2011 10:00 |       |       |             | Locatie: Amsterdam (Baan 2) |
| 17 februari 2011 10:00 |       |       |             | Locatie: Amsterdam (Baan 2) |
| 17 februari 2011 10:00 |       |       |             | Locatie: Amsterdam (Baan 2) |
| 17 februari 2011 10:00 |       |       |             | Locatie: Amsterdam (Baan 2) |

|                        |          |       |         |                             |
| 17 februari 2011 10:00 | Portugal | 3 - 2 | Kroatië | Locatie: Amsterdam (Baan 5) |
| 17 februari 2011 10:00 |          |       |         | Locatie: Amsterdam (Baan 5) |
| 17 februari 2011 10:00 |          |       |         | Locatie: Amsterdam (Baan 5) |
| 17 februari 2011 10:00 |          |       |         | Locatie: Amsterdam (Baan 5) |
| 17 februari 2011 10:00 |          |       |         | Locatie: Amsterdam (Baan 5) |
| 17 februari 2011 10:00 |          |       |         | Locatie: Amsterdam (Baan 5) |
| 17 februari 2011 10:00 |          |       |         | Locatie: Amsterdam (Baan 5) |
| 17 februari 2011 10:00 |          |       |         | Locatie: Amsterdam (Baan 5) |

|                        |       |       |         |                             |
| 17 februari 2011 19:00 | Polen | 3 - 2 | Kroatië | Locatie: Amsterdam (Baan 5) |
| 17 februari 2011 19:00 |       |       |         | Locatie: Amsterdam (Baan 5) |
| 17 februari 2011 19:00 |       |       |         | Locatie: Amsterdam (Baan 5) |
| 17 februari 2011 19:00 |       |       |         | Locatie: Amsterdam (Baan 5) |
| 17 februari 2011 19:00 |       |       |         | Locatie: Amsterdam (Baan 5) |
| 17 februari 2011 19:00 |       |       |         | Locatie: Amsterdam (Baan 5) |
| 17 februari 2011 19:00 |       |       |         | Locatie: Amsterdam (Baan 5) |
| 17 februari 2011 19:00 |       |       |         | Locatie: Amsterdam (Baan 5) |

|                        |          |       |             |                             |
| 17 februari 2011 19:00 | Portugal | 2 - 3 | Wit-Rusland | Locatie: Amsterdam (Baan 6) |
| 17 februari 2011 19:00 |          |       |             | Locatie: Amsterdam (Baan 6) |
| 17 februari 2011 19:00 |          |       |             | Locatie: Amsterdam (Baan 6) |
| 17 februari 2011 19:00 |          |       |             | Locatie: Amsterdam (Baan 6) |
| 17 februari 2011 19:00 |          |       |             | Locatie: Amsterdam (Baan 6) |
| 17 februari 2011 19:00 |          |       |             | Locatie: Amsterdam (Baan 6) |
| 17 februari 2011 19:00 |          |       |             | Locatie: Amsterdam (Baan 6) |
| 17 februari 2011 19:00 |          |       |             | Locatie: Amsterdam (Baan 6) |

| Team        | Punten | Gespeeld | Gew | Ver | +  | -  | S  |
| ----------- | ------ | -------- | --- | --- | -- | -- | -- |
| Polen       | 3      | 3        | 3   | 0   | 11 | 4  | +7 |
| Kroatië     | 1      | 3        | 1   | 2   | 8  | 7  | +1 |
| Portugal    | 1      | 3        | 1   | 2   | 6  | 9  | −3 |
| Wit-Rusland | 1      | 3        | 1   | 2   | 5  | 10 | −5 |

## Knock-outfase
|  | Kwartfinale 18 februari | Kwartfinale 18 februari |            |   | Halve finale 19 februari | Halve finale 19 februari |  |  | Finale 20 februari | Finale 20 februari |
|  |                         |                         |            |   |                          |                          |  |  |                    |                    |
|  |                         |                         |            |   |                          |                          |  |  |                    |                    |
|  |                         |                         |            |   |                          |                          |  |  |                    |                    |
|  |                         |                         |            |   |                          |                          |  |  |                    |                    |
|  | Denemarken              | 3                       |            |   |                          |                          |  |  |                    |                    |
|  | Denemarken              | 3                       |            |   |                          |                          |  |  |                    |                    |
|  | Polen                   | 0                       |            |   |                          |                          |  |  |                    |                    |
|  | Polen                   | 0                       | Denemarken | 3 |                          |                          |  |  |                    |                    |
|  |                         |                         | Denemarken | 3 |                          |                          |  |  |                    |                    |
|  |                         | Engeland                | 1          |   |                          |                          |  |  |                    |                    |
|  | Bulgarije               | Engeland                | 1          | 1 |                          |                          |  |  |                    |                    |
|  | Bulgarije               |                         |            | 1 |                          |                          |  |  |                    |                    |
|  | Engeland                | 3                       |            |   |                          |                          |  |  |                    |                    |
|  | Engeland                | 3                       | Denemarken | 3 |                          |                          |  |  |                    |                    |
|  |                         |                         | Denemarken | 3 |                          |                          |  |  |                    |                    |
|  |                         | Duitsland               | 1          |   |                          |                          |  |  |                    |                    |
|  | Rusland                 | Duitsland               | 1          | 3 |                          |                          |  |  |                    |                    |
|  | Rusland                 |                         |            | 3 |                          |                          |  |  |                    |                    |
|  | Nederland               | 0                       |            |   |                          |                          |  |  |                    |                    |
|  | Nederland               | 0                       | Rusland    | 1 |                          |                          |  |  |                    |                    |
|  |                         |                         | Rusland    | 1 |                          |                          |  |  |                    |                    |
|  |                         | Duitsland               | 3          |   |                          |                          |  |  |                    |                    |
|  | Frankrijk               | Duitsland               | 3          | 0 |                          |                          |  |  |                    |                    |
|  | Frankrijk               |                         |            | 0 |                          |                          |  |  |                    |                    |
|  | Duitsland               | 3                       |            |   |                          |                          |  |  |                    |                    |
|  | Duitsland               | 3                       |            |   |                          |                          |  |  |                    |                    |

Karlskrona 1972 · 
Wenen 1974 · 
Dublin 1976 · 
Preston 1978 · 
Groningen 1980 · 
Böblingen 1982 · 
Preston 1984 · 
Uppsala 1986 · 
Kristiansand 1988 · 
Moskou 1990 · 
Glasgow 1992 · 
Den Bosch 1994 · 
Herning 1996 · 
Sofia 1998 · 
Glasgow 2000 · 
Malmö 2002 · 
Genève 2004 · 
Den Bosch 2006 · 
Herning 2008 · 
Liverpool 2009 · 
Amsterdam 2011 · 
Ramenskoje 2013 ·
Leuven 2015